# Lac Traverse
Lac Traverse är en sjö i Kanada.   Den ligger i regionen Mauricie och provinsen Québec, i den sydöstra delen av landet, 290 km nordost om huvudstaden Ottawa. Lac Traverse ligger 145 meter över havet. Arean är 1,4 kvadratkilometer. Den sträcker sig 2,4 kilometer i nord-sydlig riktning, och 1,4 kilometer i öst-västlig riktning.
I omgivningarna runt Lac Traverse växer i huvudsak blandskog. Runt Lac Traverse är det mycket glesbefolkat, med 6 invånare per kvadratkilometer.